# Лявданский, Александр Николаевич
Алекса́ндр Никола́евич Лявда́нский (бел. Аляксандр Мікалаевіч Ляўданскі, 29 августа (10 сентября) 1893, д. Юрьево, Борисовский уезд, Минская губерния, ныне Смолевичский район, Минская область — 27 августа 1937, Минск, НКВД) — белорусский историк и археолог. Кандидат исторических наук (1934).

## Биография
Прошел курс 6 классов гимназии и сдал экзамен на первый классный чин в Петровском реальном училище в Ростове-на-Дону. Служил телеграфистом в Орше. В годы Первой мировой войны — заведующий мастерскими штаба 4-й армии на Румынском фронте, затем служащий почтово-телеграфного архива Западного фронта.
Окончил в 1922 году Смоленское отделение Московского археологического института; в 1922—1925 годах учился в Смоленском университете, с 1925 — его преподаватель, сотрудник Смоленского музея.
С 1927 года в Минске; член историко-археологической комиссии Инбелкульта; заведующий отделом археологии Белорусского государственного музея. С 1931 года ученый секретарь, заведующий секции археологии Института истории АН БССР. Одновременно работал в БГУ; доцент. Организатор первых научно-археологических экспедиций в БССР.
Арестован 19 мая 1937 года, постановлением НКВД от 25 августа 1937 года приговорен к расстрелу. Реабилитирован 7 мая 1958 года.

## Научная деятельность
Сделал классификацию городищ железного века, определил их культурно-археологическую принадлежность и ареалы археологических культур. Первый высказал мысль, что городища культуры штрихованной керамики в Центральной Беларуси принадлежали балтским племенам. Исследовал Витебск, Оршу, Заславль, Борисов и территорию Смоленщины.
Дал первую и наиболее полную историческую топографию древнего Полоцка, изучал его памятники — Софийский собор, Спасо-Ефросиньевскую церковь, бельчицкие храмы (см. Бельчицкий Борисо-Глебский монастырь). Вместе с В. Р. Тарасенко исследовал в 1928—1930 годах Пелагеевское городище в Могилеве.
Среди опубликованных работ:
- О раскопках в Гнездове // Смоленская новь. — Вып. 3—4. — 1923. — С. 52—59.
- Материалы для археологической карты Смоленской губернии // Смоленские древности. — Вып. 2. — 2002. — С. 185—257. (Впервые опубликовано в Трудах Смоленских гос. музеев. — 1924. — Вып. 1. — С. 127—184.)
- Некоторые данные о городищах Смоленской губернии. — Смоленск, 1926.
- Некоторые данные о каменном веке и о культуре бронзовой эпохи в Смоленской губернии. — Смоленск, 1927.
- Нэолiтычныя стаянкi ў Смаленскай губерні. / Аляксандр Ляўданскі. — Мінск, 1927.
- Археалагічныя раскопкі ў м. Заслаўі Мінскай акругі // Запіскі аддзялення гуманітарных навук БАН. Кн. 5. Працы кафедры археалогіі. Т. 1. — Мн., 1928.
- Археолегiчныя досьледы у Смаленшчыне. Дробные весткi аб курганных знахадках i гарадзiшчах был. Смаленскай губ. // Працы секцыі археалогіі Інстытута гісторыі БАН. — Т. III. — Менск, 1932. — С. 52—55.
- Археалагічныя доследы ў БССР пасля Кастрычніцкай рэвалюцыі // Працы секцыі археалогіі Інстытута гісторыі БАН. — Т. III. — Менск, 1932.
- Археологические исследования в БССР после Октябрьской революции. — Сообщения ГАИМК. — 1932. — № 7/8. — С. 54—61.
- Археалагічныя доследы ў Віцебскай акрузе // Запіскі аддзялення гуманітарных навук БАН. Кн. 11. Працы кафедры археалогіі. Т. 2. Мн., 1930.
- Археалагічныя доследы ў Полацкай акрузе // Запіскі аддзялення гуманітарных навук БАН. Кн. 11. Працы кафедры археалогіі. Т. 2. Мн., 1930.
- Да гісторыі жалезнага промыслу на Палессі : Рудні і месцазнаходжанні руды / А. Н. Ляўданскі. — Мн., 1933. — (Працы Палескай экспедыцыі / Беларус. акад. навук, Ін-т гісторыі імя М. Н. Пакроўскага, Секцыя археалогіі; вып. 2).
- Краязнаўчыя музеі і веснавая пасяўная кампанія / М. Грынблят, А. Ляўданскі; Бел. акад. навук, Мас. сектар, Ін-т гісторыі. — Мн., 1932.
- Раскопкі і археалагічныя разведкі ў Барысаўскім павеце. Сляды неалітычнай стаянкі і пазнейшых культур каля м. Новага Быхаву / А. Н. Ляўданскі; Ін-т бел. культуры. — Мн., 1925.

и другие.